# Rachid Mrabet
Rachid Mrabet (* 22. Juli 1964 in Oujda) ist ein marokkanischer Agronom.

## Leben
Mrabet absolvierte von 1982 bis 1986 ein Bachelorstudium der Agrartechnik am Institut Agronomique et Vétérinaire Hassan II (IAV Hassan II) in Rabat. Er absolvierte im Anschluss ebendort von 1986 bis 1989 ein Masterstudium der Bodenphysik. Von 1993 bis 1997 absolvierte er ein Promotionsstudium der Agronomie an der Colorado State University. Seit 1990 ist er am Institut national de la recherche agronomique (INRA) wissenschaftlich tätig, seit 2012 als dessen Leiter der Forschungsabteilung.
Mrabet ist verheiratet und Vater dreier Kinder.

## Wirken
Mrabet leistete wichtige Beiträge zur Erforschung der Landwirtschaft unter dem Einfluss der Trockenheit im Mittelmeerraum, insbesondere in Marokko. So konnte er zeigen, dass die Direktsaat im Falle von Regen im Vergleich mit konventionellen Methoden gleichwertige Ergebnisse liefert, bei geringem Niederschlag diesen Methoden jedoch überlegen ist. Er beteiligt sich rege an der öffentlichen Debatte um die Ressourcenverknappung in Zeiten planetarer Grenzen und der Klimakrise. So sagte er: „Eine nachhaltige Wirtschaftsentwicklung, Ernährungssicherheit sowie soziale und politische Stabilität hängen eng mit dem Wachstum des Agrarsektors zusammen, der unweigerlich mit der Zukunft der Umwelt verbunden ist und einen rationalen Umgang mit den natürlichen Ressourcen erfordert.“ Er war am Sonderbericht 1,5 °C globale Erwärmung (2018) des Zwischenstaatlichen Ausschusses für Klimaänderungen (IPCC) als Gutachter beteiligt. Zudem brachte er sich wiederholt in Forschungsprojekte der Europäischen Union ein.

## Veröffentlichungen (Auswahl)
- Rachid Mrabet, Najib Saber, Azeddine El-Brahli, Sabah Lahlou, Fatima Bessam: Total, particulate organic matter and structural stability of a Calcixeroll soil under different wheat rotations and tillage systems in a semiarid area of Morocco. In: Soil and Tillage Research. Band 57, Nr. 4, 2001, S. 225–235, doi:10.1016/S0167-1987(00)00180-X.
- Amir Kassam, Theodor Friedrich, Rolf Derpsch, Rabah Lahmar, Rachid Mrabet, Gottlieb Basch, Emilio J. González-Sánchez, Rachid Serraj: Conservation agriculture in the dry Mediterranean climate. In: Field Crops Research. Band 132, 2012, S. 7–17, doi:10.1016/j.fcr.2012.02.023.
- Rachid Mrabet, Rachid Moussadek, Aziz Fadlaoui, Eric van Ranst: Conservation agriculture in dry areas of Morocco. In: Field Crops Research. Band 132, 2012, S. 84–94, doi:10.1016/j.fcr.2011.11.017.